# 水牛山摩崖石刻
水牛山摩崖石刻，位于山东省济宁市汶上县白石乡小楼村水牛山，是中华人民共和国山东省文物保护单位之一。
1992年6月12日，授予山东省文物保护单位，是一座石窟寺及石刻。